# Gränsgångare
Gränsgångare är en  person som under inkomståret är bosatt och betalar skatt i en gränskommun på den danska, norska eller svenska sidan och pendlar till sitt arbete i en gränskommun på andra sidan gränsen. 
Observera att kommunerna där man bor respektive arbetar inte behöver gränsa till varandra.

## Nordiska skatteavtalet
Nordiska skatteavtalet ska tillämpas.
Huvudregeln är att inkomstskatt ska betalas i det land personen arbetar.
Hemvistbegreppet kan medföra att dubbelbeskattning uppstår eftersom en persons hemvist undantagslöst medför obegränsad skattskyldighet i hemvistlandet. Det är sådan dubbel beskattning avtalet avser att reglera.

## Danmark

### Gränsgångare bosatta i Sverige
Enligt huvudregeln ska den person som arbetar i Danmark betala skatt på arbetsinkomsten där.
Den som betalar skatt för en dansk inkomst i Danmark behöver inte betala skatt för samma inkomst i Sverige. Personen ska endast lämna en uppgift om sin danska inkomst i den svenska självdeklarationen, under övriga upplysningar. 
Det normala är att personen betalar skatt i Sverige för allt arbete som inte utförts i Danmark. Om personen har en dansk arbetsgivare och arbetar minst 50 % av varje tremånadersperiod i Danmark, ska han betala skatt på lönen i Danmark på alla inkomster, alltså även på den del som inte intjänats i Danmark. Ett villkor är att arbetet utanför Danmark sker i hemmet eller vid tillfälliga tjänsteresor till Sverige eller ett tredje land.
Reglerna om folkbokföring styr inte i vilket land skatt ska betalas utan hemvisten ska avgöras enligt Nordiska skatteavtalet.

#### 183-dagarsregeln
Vid kortvarigt arbete i Danmark betalar personen skatt endast i Sverige om följande villkor uppfylls. 
1. Personen får inte vistas mer än 183 dagar i Danmark under en tolvmånadersperiod,
2. Personen får inte arbeta för en dansk arbetsgivare eller någon annan arbetsgivare som har ett fast driftställe (kontor, verkstad eller liknande) i Danmark som belastas av personens lön.
3. Personen får inte vara uthyrd till en dansk arbetsgivare.

#### Internationell flygtrafik
Anställd på flyg som går i internationell trafik, ska betala skatt i Sverige.

#### Offentlig anställning
Anställd av dansk offentlig arbetsgivare ska betala skatt i Danmark.
Anställd av svensk offentlig arbetsgivare ska betala skatt i Sverige.

#### Artist eller idrottsman
Artist eller idrottsman som haft inkomst i Danmark ska betala skatt där. Beskattning sker sedan i Sverige för samma inkomst men personen kan få avräkna den danska skatten från den svenska.

#### Gamla gränsgångarregeln
Den gamla gränsgångarregeln upphörde att gälla den 1 januari 1997. De personer som då var gränsgångare och fortfarande uppfyller kraven omfattas av denna gamla regel.

#### Anställda på färjor och tåg
Avtalet mellan Sverige och Danmark om beskattning av anställda ombord på färjor och tåg i reguljär trafik mellan Danmark och Sverige som undertecknades den 30 september 1999 ska fortsatt gälla som lag.

### Gränsgångare bosatta i Danmark
Gränsgångare bosatta i Danmark ska betala skatt i Sverige för sin arbetsinkomst i Sverige.

## Norge

### Gränsgångare bosatta i Sverige
Gränsgångare beskattas endast i Sverige och den regeln gäller endast för anställningsinkomst. Den innebar att personen betalade skatt i  Sverige. 
Personen måste uppehålla sig i sin fasta bostad i Sverige och vistelsen måste omfatta minst två dagar och en övernattning per vecka. Med dag avses också del av dag. Personen har rätt till reseavdrag på samma sätt som om han hade haft vid arbete i Sverige.
Utförs arbete enbart i Norge ska arbetsgivaren innehålla så kallad trygdeavgift det vill säga norsk socialförsäkringsavgift. Denna avgift får personen rätt att dra av i sin självdeklaration.

### Gränsgångare bosatta i Norge
Motsvarande regler som för gränsgångare bosatta i Sverige gäller mutatis mutandis.

### Förteckning över kommuner
Vilka kommuner som avses framgår av Skatteverkets förteckning.